# Вольский, Иван Петрович
Иван Петрович Вольский (1817—1868) — русский живописец-акварелист, мастер интерьера, ученик Максима Воробьёва. Академик (с 1856; ассоциированный член — «назначенный» с 1849) и почётный вольный общник (с 1863) Императорской Академии художеств.

## Биография
Обучался в Императорской Академии художеств (1833—1839). Ученик М. Н. Воробьёва. Получил малую серебряную медаль Академии художеств (1836). Окончил курс обучения со званием художника перспективной живописи (1839). Получил звание «назначенного в академики» (1849). Получил звание академика акварельной живописи (1856). Почётный вольный общник (1863).
Кисти Вольского принадлежат акварели с изображением парадных интерьеров дворцов, хранящиеся в коллекции Государственного Эрмитажа. «Среди акварелей, исполнявшихся с целью документальной фиксации, преобладают парадные дворцовые интерьеры. Они пустынны и нарядны и помимо мастерства акварелистов отражают и мастерство архитекторов-проектировщиков. Замечательным мастером, их создававшим, был академик Иван Петрович Вольский, талантливый ученик Максима Никифоровича Воробьева. Художник в акварелях «Интерьер во дворце близ Петергофа» и «Библиотека в Зимнем дворце» прекрасно решает сложные перспективные задачи, умело передает световоздушную среду. Его работы отличаются точным тонким и живописным мазком, воспроизводящим все оттенки декора и материальность предметов.»

## Примеры работ

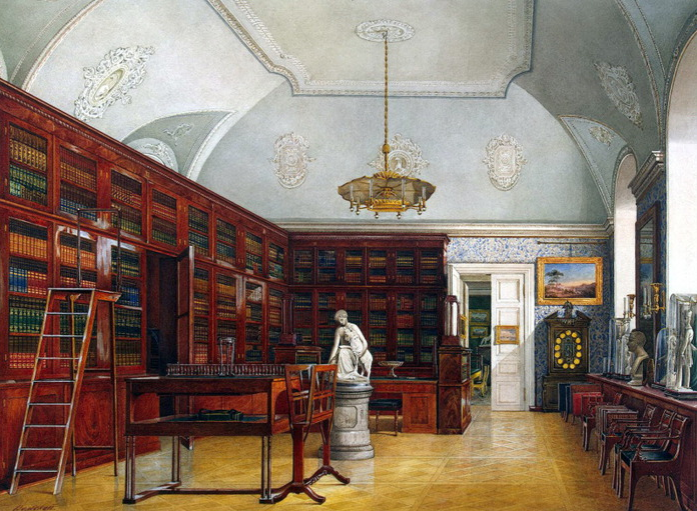
Интерьер Зимнего дворца. Библиотека
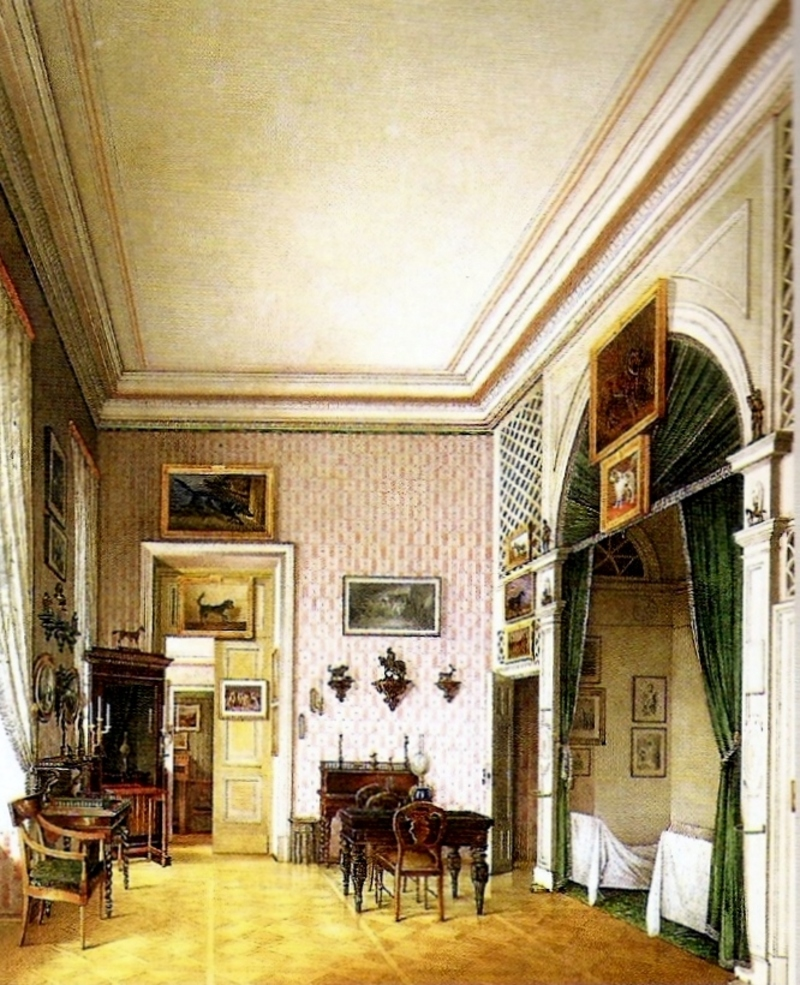
Интерьер Александровского дворца. Спальня младших великих княжен
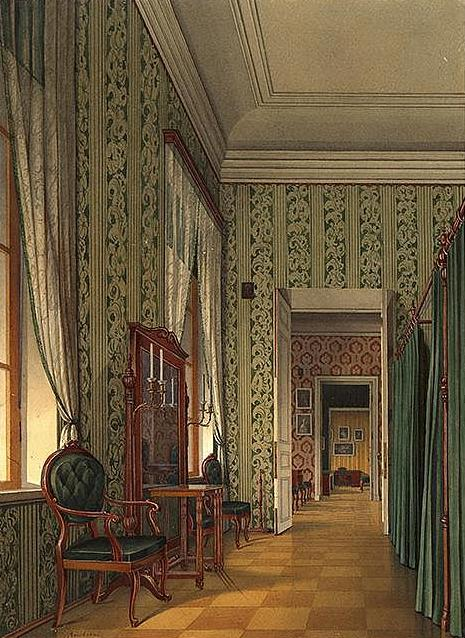
Интерьер комнаты с зелёными драпировками
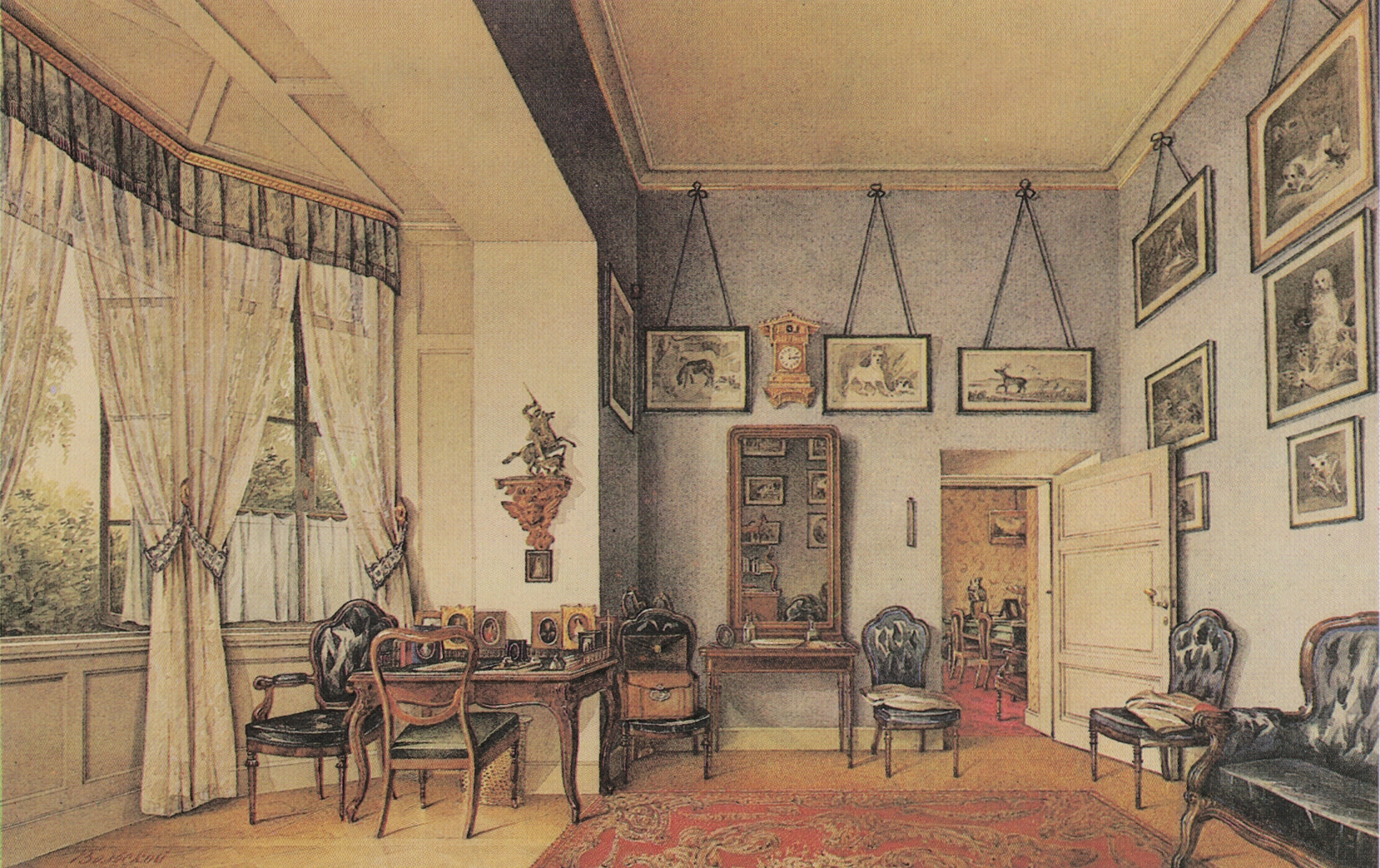
Интерьер дворца в Михайловке
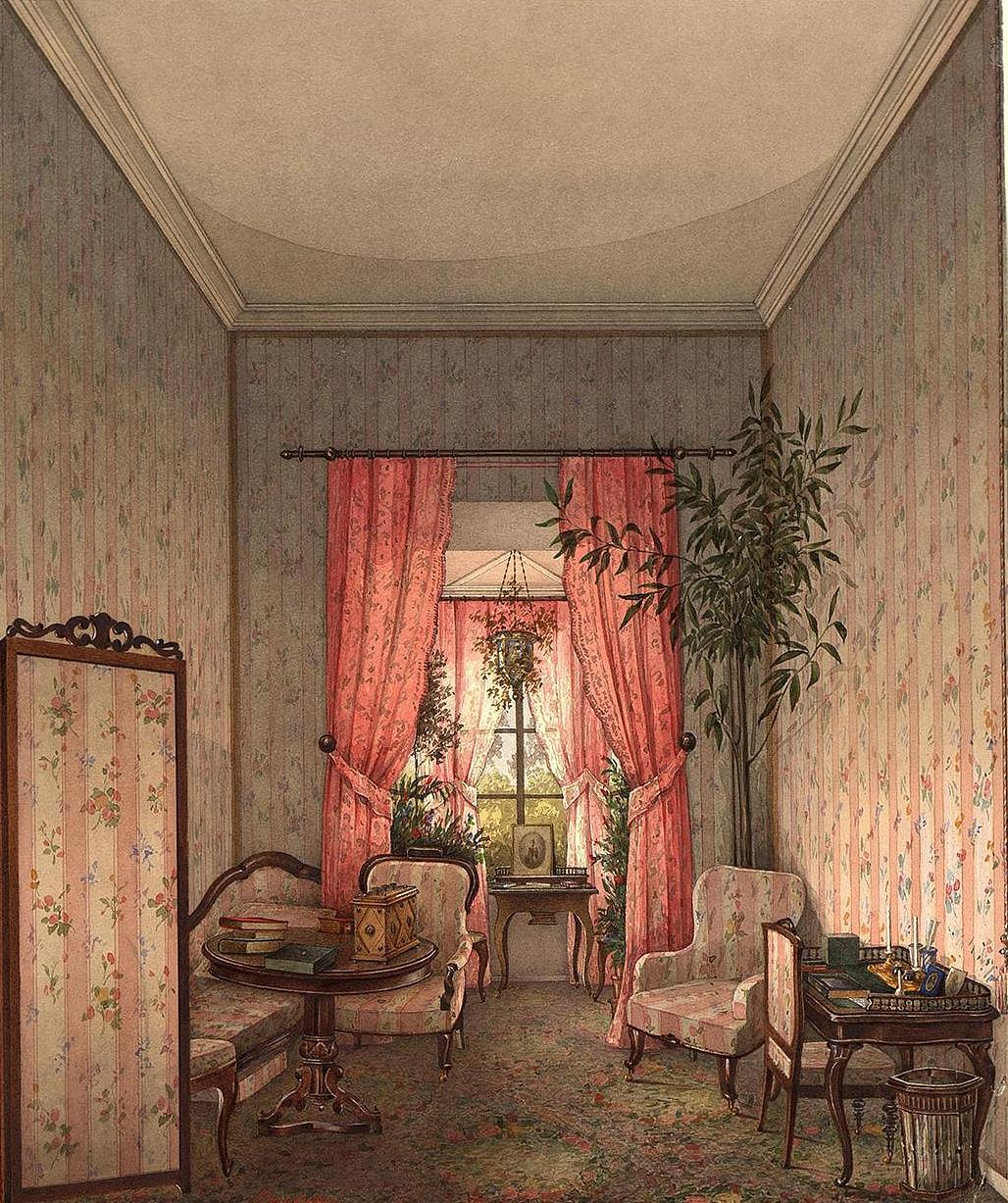
Интерьер дворца в Михайловке. Розовая гостиная
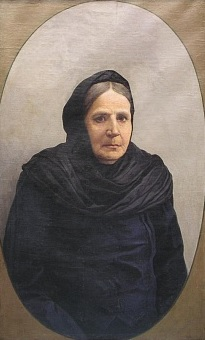
Портрет настоятельницы